# Geranium phaeum
Geranium phaeum es una especie perteneciente a la familia de las geraniáceas.

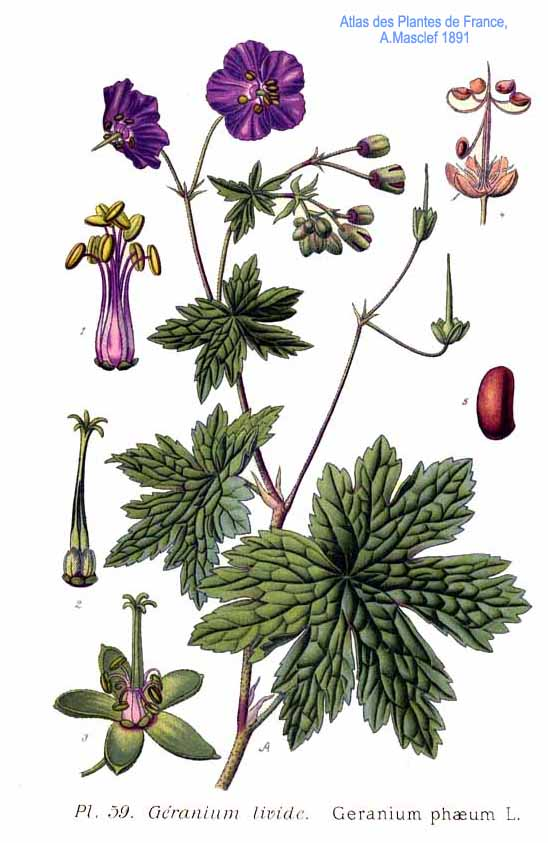
Ilustración

## Descripción
Tiene flores de color violeta oscuro. Es inconfundible con pétalos de color púrpura oscuro, doblados hacia atrás y con estambres salientes y estilo. Pétalos de bordes rizados y puntiagudas. Hojas marrones a menudo manchadas.

## Hábitat
Es nativa del sur, centro y occidente de Europa en Austria, República Checa, Alemania, Hungría, Polonia, Eslovaquia, Suiza, Moldavia, Ucrania, Albania, Bulgaria, ex Yugoslavia, Italia [n.]; Rumania, Francia y España, y se cultiva en jardín como planta ornamental. Tiene flores de color violeta oscuro.

## Taxonomía
Geranium phaeum fue descrita por Carlos Linneo y publicado en Species Plantarum 2: 681. 1753.
Etimología
Geranium: nombre genérico que deriva del griego:  geranion, que significa "grulla", aludiendo a la apariencia del fruto, que recuerda al pico de esta ave.
phaeum: epíteto latino que significa "oscuro".
Sinonimia
- Geranium bosniacum  Sendtn.
- Geranium fuscum L.
- Geranium hungaricum Wiesb.
- Geranium lividum var. caerulescens Murr
- Geranium lividum L'Hér. ex Aiton
- Geranium montanum Bubani
- Geranium patulum Vill.
- Geranium planipetalum Chaix
- Geranium subcoeruleum Dick ex Schleich.[6]